# Centro cultural La Beneficencia
El Centro Cultural la Beneficencia (en valenciano y oficialmente: Centre Cultural la Beneficència) se halla en la antigua Casa de la Beneficencia, en la calle Corona número 36 de la ciudad de Valencia (España). 

## Historia
El edificio se construyó en 1876 en el antiguo convento de la Corona y fue obra del arquitecto Joaquín María Belda. La institución se creó al amparo de la antigua legislación liberal decimonónica, que confería a ayuntamientos y diputaciones el papel principal en el socorro de la indigencia. Hasta 1982 se dedicó a la educación de niños. En 1995 se convirtió en el Centro Cultural La Beneficencia y sufrió una profunda remodelación -la segunda de su historia, habiendo sido la primera en 1944- a cargo del arquitecto Rafael Rivera. En la actualidad alberga el Museo de Prehistoria de Valencia, el Museo Valenciano de Etnología y otros servicios de la Diputación Provincial de Valencia. 

## Contenido
Dentro de este centro se hallan:
- El Museo de Prehistoria de Valencia
- El Museo Valenciano de Etnología
- El Instituto Alfonso el Magnánimo.
- El Centro de Publicaciones de la Diputación de Valencia.
- El Servicio de Asistencia y Recursos Culturales (SARC)